# Die Geschichte über die Amselfeldschlacht
Die Geschichte über die Amselfeldschlacht (serb. Прича о боју косовском) eigentlich Žitije kneza Lazara (deutsch. Lebensbeschreibung des Fürsten Lazar) ist eine Prosadichtung in serbischer Sprache, die als Kompilation aus Motiven von Historiographien, die großteils wiederum auch mündlich tradierte Erzählungen wiedergeben, sowie der südslawischen Volksdichtung, zu Ende des 17. Jahrhunderts in Süddalmatien (Dubrovnik) und der Bucht von Kotor (Perast) über entstanden ist. Es ist eine Erzählung zur Schlacht auf dem Amselfeld. Die beiden aus den Historiographien und der Volksdichtung übernommenen Hauptmotive der Amselfeld-Legende – Verrat und Heldentum – finden in Vuk Branković und Miloš Obilić eine allgemeingültige Verkörperung. Es ist in der Prosadichtung in der die logische Gesamtheit der Motive von Text- und Erzählfragmenten als Gesamterzählung eine finale Form erhalten hat.

## Entstehung
Die Legende wächst aus Motiven die vom Ende des 14. Jahrhunderts bis ins 16. Jahrhundert in verschiedenen Chroniken, u. a. bei Laonikos Chalkokondyles, verfolgt werden kann. Motive und Personen werden in eine logische Verbindung gebracht in der sich die Konstellation zwischen Verräter und Heldenfigur fortlaufend entwickelt. Von zentraler Bedeutung ist Mavro Orbinis Il regno degli Slavi (Pesaro 1601). Über den Einfluss Orbinis verbreitet sich Anachronismen in der Darstellung der Schlacht auf dem Amselfeld in zahlreichen slawischen Übersetzungen die über die gesamte Balkanhalbinsel verbreitet werden. Es ist Orbini, der das Motiv des Verrats an Vuk Branković Namen heftet, sowie im Streit der Schwäger Lazars, wie sie zuvor keine Chronik verzeichnet, der Erzählung eine vollendete Struktur verleiht. Ende des 17. Jahrhunderts sind diese Motive Bestandteil eines Dramas über die Schlacht auf dem Amselfeld, die als zwölfsilbiger Langvers einer Bugarštice Andrija Zmajević, dem serbischen Erzbischof in Perast, zugeschrieben wird.
Anfang des 18. oder auch zu Ende des 17. Jahrhunderts werden diese Motive in der anonymen Žitije kneza Lazara, die alsbald als Priča o boju kosovskom bekannt wird, in einer finalen Erzählfassung zusammengeführt. Der anonyme Autor kompilierte den Text aus zahlreichen geschriebenen Quellen sowie oral tradierter Gesänge, die sowohl in Langversen der Bugarštice als auch aus dem heroischen zehnsilbigen Metrum der Volksepen des Deseterac stammen. Das Manuskript wurde in der Bucht von Kotor und Montenegro gedruckt und schnell in die innerbalkanischen Länder nördlich von Save und Donau sowie darüber hinaus verbreitet. Allgemein steht das Werk der Volksdichtung näher als den Chroniken der Altserbischen Herrscherbiographien. 36 Varianten der Erzählung sind verbreitet, und Kopien wurden über einen Zeitraum von 150 Jahren gefertigt.

## Thema
Das allgemeine Thema der Erzählung wie aller entsprechenden Gesänge der Volksepik ist ein Kontext im Niedergang des serbischen Kaiserreiches. Dieser Niedergang wird durch die Krise in den Beziehung zwischen den Feudalfürsten festgemacht, auf die eine göttliche Bestrafung folgt. Sie erfolgt jedoch nicht primär an dem verursachenden, sondern am Volk, da es ohne eigene feudale Herrschaft bleibt. Der typologische Kontext der Erzählung ist nach Jelka Ređep demnach eine Legende des nationalen Untergangs.